# ZTT Records
ZTT Records (w skrócie ZTT) – brytyjska wytwórnia płytowa, założona w 1983 roku przez Trevora Horna, jego żonę Jill Sinclair i dziennikarza muzycznego Paula Morleya.  Wydała albumy takich wykonawców jak: Frankie Goes to Hollywood, Grace Jones, The Art of Noise i Seal.
19 grudnia 2017 roku została (wraz ze Stiff Records) przejęta przez Universal Music Group.

## Historia

### Lata 80.

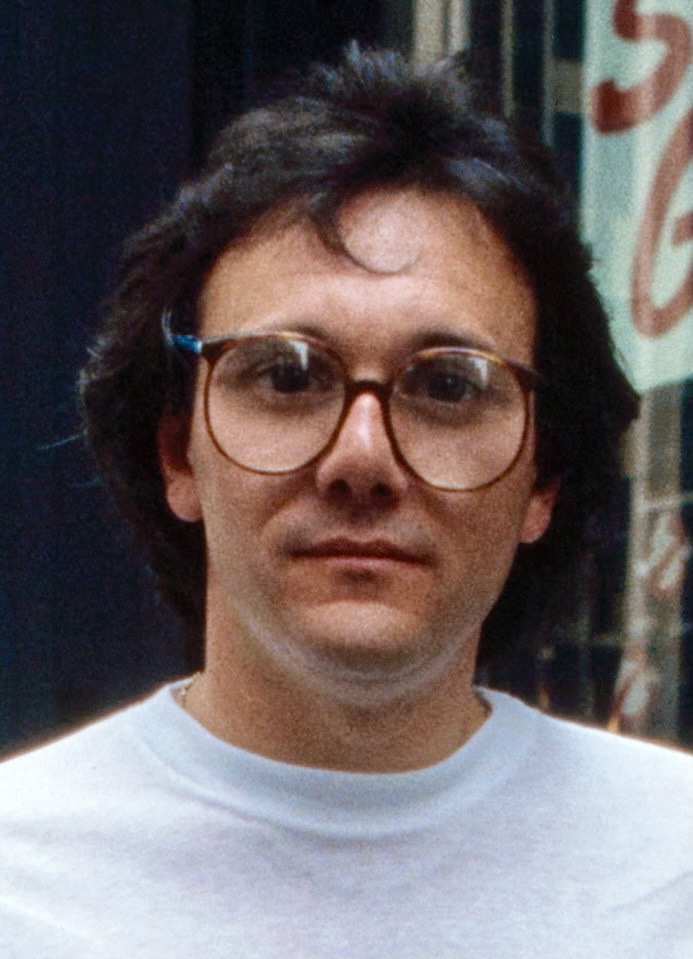
Trevor Horn (1984)

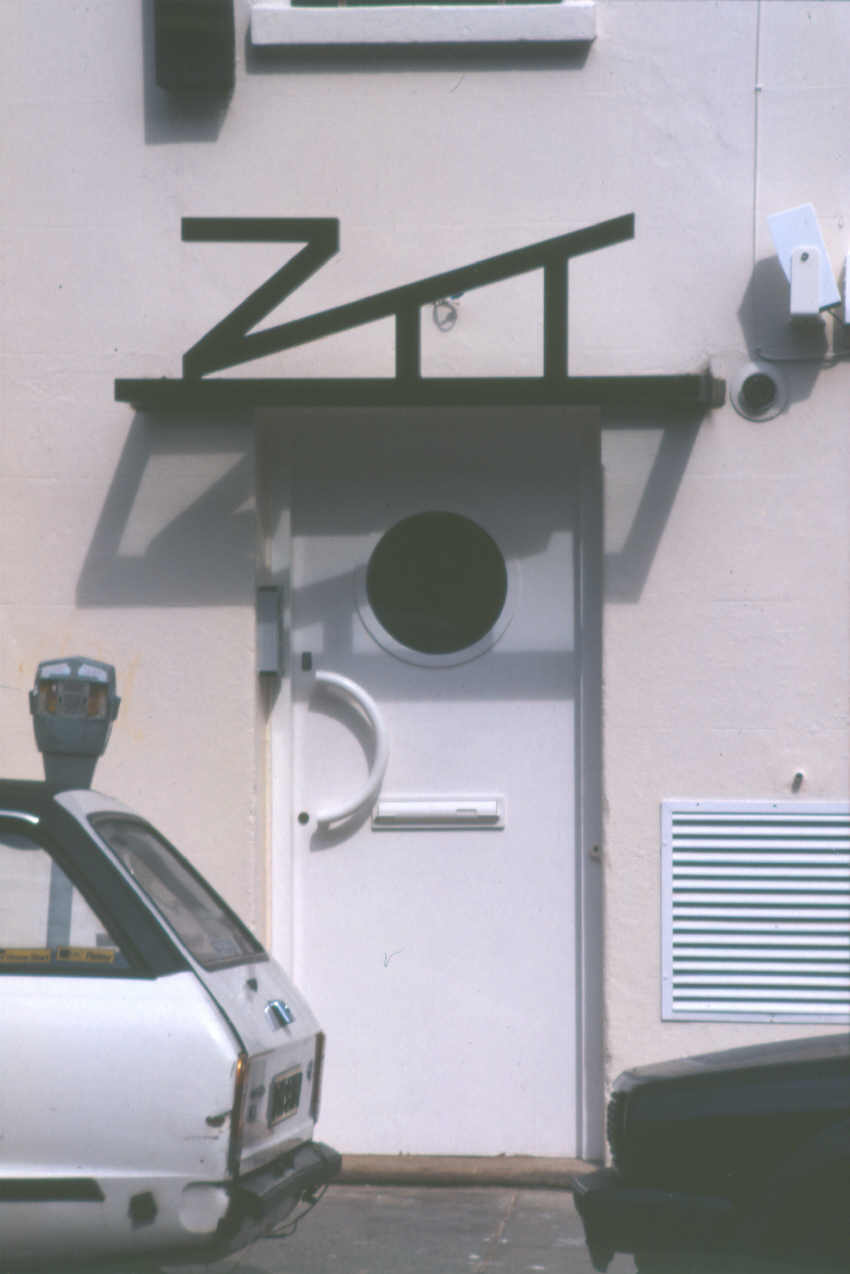
Wejście do wytwórni z jej logo nad drzwiami

Wytwórnia płytowa ZTT została założona w 1983 roku przez producenta Trevora Horna, jego żonę Jill Sinclair i dziennikarza muzycznego Paula Morleya. Nazwa wytwórni pochodzi od wiersza Filippo Tommaso Marinettiego, w którym „zang tumb tumb” został opisany jako odgłos wystrzału karabinu maszynowego. Jill Sinclair została dyrektorem zarządzającym wytwórni, natomiast Paul Morley skupił się na obowiązkach marketingowych. Horn i Sinclair nabyli Basing Street Studios od Island Records w zamian za dystrybucję wydawnictw ZTT. Studio zostało następnie przemianowane na SARM West. W tym samym roku, co ZTT, Morley i Horn założyli zespól The Art of Noise. Jedna z jego EP-ek, wydana we wrześniu 1983 Into Battle with the Art of Noise, była debiutanckim wydawnictwem ZTT. Również w 1983 roku wytwórnia podpisała kontrakt nagraniowy z zespołem Frankie Goes to Hollywood. W ciągu roku od swego powstania ZTT zdominowała brytyjskie listy przebojów dzięki serii singlowych hitów tego zespołu: „Relax”, „Two Tribes” i „The Power of Love” oraz jego debiutanckiemu albumowi, Welcome to the Pleasuredome. Pierwszy z wymienionych singli znalazł się na 6. miejscu listy najlepiej sprzedających się singli wszech czasów – The UK's Official best-selling songs of all time. Rozchodząc się w liczbie 2,07 mln egzemplarzy zdobył tytuł najlepiej sprzedającego się singla wszech czasów, wydanego przez brytyjski zespół. Welcome to the Pleasuredome natomiast zdobył certyfikat multiplatynowej płyty, między innymi w Wielkiej Brytanii oraz złotej płyty w USA.
W 1984 roku Horn i Sinclair założyli SPZ Group, do której została włączona ZTT.
Innym popularnym zespołem wytwórni była niemiecka, synth popowa Propaganda, która dała o sobie znać dwoma utworami, „Abuse” i „Sorry for Laughing.
Kolejnym sukcesem ZTT okazał się singiel Grace Jones „Slave to the Rhythm”, promujący album pod tym samym tytułem. Singiel dotarł 1 lutego 1986 roku do 1. miejsca listy Dance Club Songs tygodnika Billboard.
Pod koniec lat 80. wokalista Holly Johnson i zespół Propaganda poszli do sądu, aby uwolnić się od kontraktów z ZTT. Począwszy od 1989 roku wytwórnia skupiła się na takich wykonawcach muzyki tanecznej jak 808 State, który dał o sobie znać hitem „Pacific State“ (10. miejsce na liście UK Singles Chart, na której przebywał łącznie 11 tygodni).

### Lata 90.
Debiutancki album Seala, zatytułowany jego imieniem, wyprodukowany przez Horna i wydany w 1991 roku nakładem ZTT zdobył nagrodę Brit Awards w kategorii: najlepszy album w 1992 roku oraz certyfikat potrójnej platynowej płyty w Kanadzie, multiplatynowej płyty w Wielkiej Brytanii i platynowej w USA.
Album ex:el zespołu 808 State doszedł do 4. miejsca na liście UK Albums Chart, najwyższego spośród wszystkich jego albumów.

### XXI w.
W 2008 roku z okazji ćwierćwiecza swego istnienia ZZT wydała 4-plytowy ZTT Box Set, na który złożyły się 3 płyty CD i DVD. Na płytach audio zawarto największe sukcesy wytwórni, w tym nagrania Frankie Goes to Hollywood, The Art of Noise, 808 State i Propagandy, natomiast na czwartej, DVD, znalazły się najlepsze teledyski ZTT z udziałem takich wykonawców jak: piosenkarka Anne Pigalle, minimalistyczny kompozytor Andrew Poppy, Shane MacGowan (z udziałem Johnny’ego Deppa grającego barowego pijaka), The Art of Noise („Close (To the Edit)”) czy duet Act, który tworzyli Claudia Brücken z zespołu Propaganda i pionier synth popu, Thomas Leer (utwór „Snobbery and Decay”).
W 2013 roku, z okazji 30. rocznicy założenia ZTT, wydana została dwupłytowa kompilacja Zang Tuum Tumb The Organization Of Pop (Music From The First Thirty Years of ZTT Records), zawierająca nagrania jej czołowych artystów, między innymi: Frankie Goes to Hollywood, Grace Jones, The Art of Noise, 808 State oraz zespołu The Buggles.
W 2014 roku, po ośmiu latach od przypadkowego postrzelenia, zmarła Jill Sinclair.
19 grudnia 2017 roku ogłoszono oficjalnie przejęcie Stiff Records i ZTT przez Universal Music Group, a prezes i dyrektor generalny Universal, Lucian Grainge pochwalił oba wydawnictwa jako „naprawdę wyjątkowe i kultowe wytwórnie, które uchwyciły ducha czasu swojego pokolenia” i wpłynęły na „współczesną muzykę całkowicie na własnych warunkach”. Umowa z SPZ Group objęła prawa własnościowe do całego katalogu ZTT, w tym do płyt Frankie Goes to Hollywood, Wrecklessa Erica, The Art of Noise, Propagandy, 808 State, Kirsty MacColl, Shane’a MacGowana i Lisy Stansfield.

## Znaczenie
Nowoczesne, rytmiczne i taneczne brzmienie ZTT można przypisać – zdaniem Davida Chiu z CBS News – wizji i doskonałości Trevora Horna. Oprócz produkcji kilku artystów z ZTT, Horn pracował również nad płytami Yes, Pet Shop Boys, Tiny Turner, Paula McCartneya, LeAnn Rimes, Genesis i ABC.
Z perspektywy czasu piętno i wpływ Horna uwidoczniły się nie tylko w muzyce z jego wytwórni płytowej, ale także w zdefiniowanym brzmieniu dekady – krytyk Simon Price opisał Horna jako „człowieka, który wynalazł lata 80.” Sam Horn natomiast w wywiadzie dla CBS News stwierdził: „Myślę, że miałem ten sam pomysł, co wielu ludzi. Chcieli oni tworzyć płyty z sekcjami rytmicznymi techno. Technologia i wszystkie te rzeczy wydawały się ekscytujące. Więc sądzę, że byłem na samym początku łączenia tego rodzaju technologii z rockiem, popem lub czymkolwiek innym”. 